# Радоальд (герцог Беневенто)
Радоальд (лат. Radoald, итал. Radoaldo; умер в 651) — герцог Беневенто (646—651), сын герцога Фриуля Гизульфа II из рода Гаузы, усыновлённый Арехисом I.

## Биография
В 617 году после убийства двух его братьев в Одерцо Радоальд вместе с другим, также уцелевшим, братом Гримоальдом бежал в Беневенто к своему родственнику Арехису I, который их усыновил. Позже Радоальд вместе с Гримоальдом были регентами при их умственно недееспособном названном брате Аиульфе (родном сыне Арехиса).
В 646 году славяне высадились на адриатическом побережье Италии в районе Сипонто и поставили там свой лагерь, вырыв вокруг него скрытые ловушки. Аиульф, в отсутствие Радоальда и Гримоальда, лично повёл свой отряд против них, но его конь попал в одну из ловушек, вырытых славянами. В результате чего Аиульф был окружён и убит. Когда о его смерти было доложено Радоальду, тот лично явился в славянский лагерь, провёл с ними переговоры на славянском языке и заключил перемирие. Вскоре он внезапно на них напал и устроил резню, отомстив таким образом за смерть Аиульфа. Небольшая часть славян смогла спастись бегством. После этого, при поддержке короля Ротари, Радоальд стал новым герцогом Беневенто.